# لويس فيرناندو كاماتشو
لويس فرناندو كاماتشو فاكا (مواليد 15 فبراير 1979) محامٍ و رجل أعمال  وناشط بوليفي.   وهو عضو في الحركة القومية الثورية في بوليفيا، وكان رئيس اللجنة المدنية في سانتا كروز منذ عام 2019. برز كناقد رئيسي لإيفو موراليس في الانتخابات العامة البوليفية لعام 2019 ، حيث طالب موراليس بالاستقالة في 5 نوفمبر 2019. 

## النشاط السياسي
في عام 2002، انضم كاماتشو إلى حزب الحركة القومية الثورية الوسطي في سانتا كروز دي لا سييرا.  شغل منصب نائب رئيس اتحاد شباب سانتا كروز اليميني المتطرف من 2002 إلى 2004. 
في فبراير 2019، تم انتخاب كاماتشو رئيسًا للجنة المدنية في سانتا كروز لعام 2019-2021 بأغلبية 234 صوتًا ، ليحل محل الرئيس السابق فرناندو كوييار نينيز.   